# Paraliparis rosaceus
Paraliparis rosaceus és una espècie de peix pertanyent a la família dels lipàrids.

## Descripció
- El mascle fa 40 cm de llargària màxima i la femella 36,1.[6][7]

## Hàbitat
És un peix marí i batidemersal que viu entre 1.050 i 3.358 m de fondària.

## Distribució geogràfica
Es troba al Pacífic nord: des de les costes del mar d'Okhotsk a Abashiri (el Japó), les illes Kurils i la Colúmbia Britànica (el Canadà) fins a la Baixa Califòrnia.

## Observacions
És inofensiu per als humans.